# Museu do Estado de Goa
O Museu do Estado de Goa (em inglês:  Goa State Museum), também conhecido como Museu Arqueológico Estatal de Pangim (State Archaeology Museum, Panaji), é um museu indiano situado em Goa. Fundado em 1977, o museu contém os Departamentos de Antiguidade e Arqueologia, Arte e Ofício, e de Geologia. Em 2008, o museu expôs oito mil artefactos, incluindo as esculturas de pedra, objetos de madeira, talhas, bronzes, pinturas, manuscritos, moedas raras e objetos antropológicos. Atualmente, encontra-se situado no Palácio de Adil Shah (Antigo Secretariado) em Pangim. As antigas instalações do museu no Complexo EDC em Patto, Pangim, foram demolidas para a construção de um novo edifício.
O museu localizava-se no Complexo EDC em Patto, Pangim, e anteriormente em Santa Inês, Pangim.

## História
Foi fundado como Museu de Arqueologia, e era uma unidade do Departamento dos Arquivos de Goa em 1973, e funcionou num pequeno edifício que fora alugado a 29 de setembro de 1977. Após a construção do complexo, o museu foi inaugurado formalmente pelo presidente da Índia a 18 de junho de 1996. As exposições do museu fornecem informações sobre as antigas tradições históricas e culturais de Goa, que mostram tematicamente os diferentes aspetos da história e cultura de Goa.

## Galeria

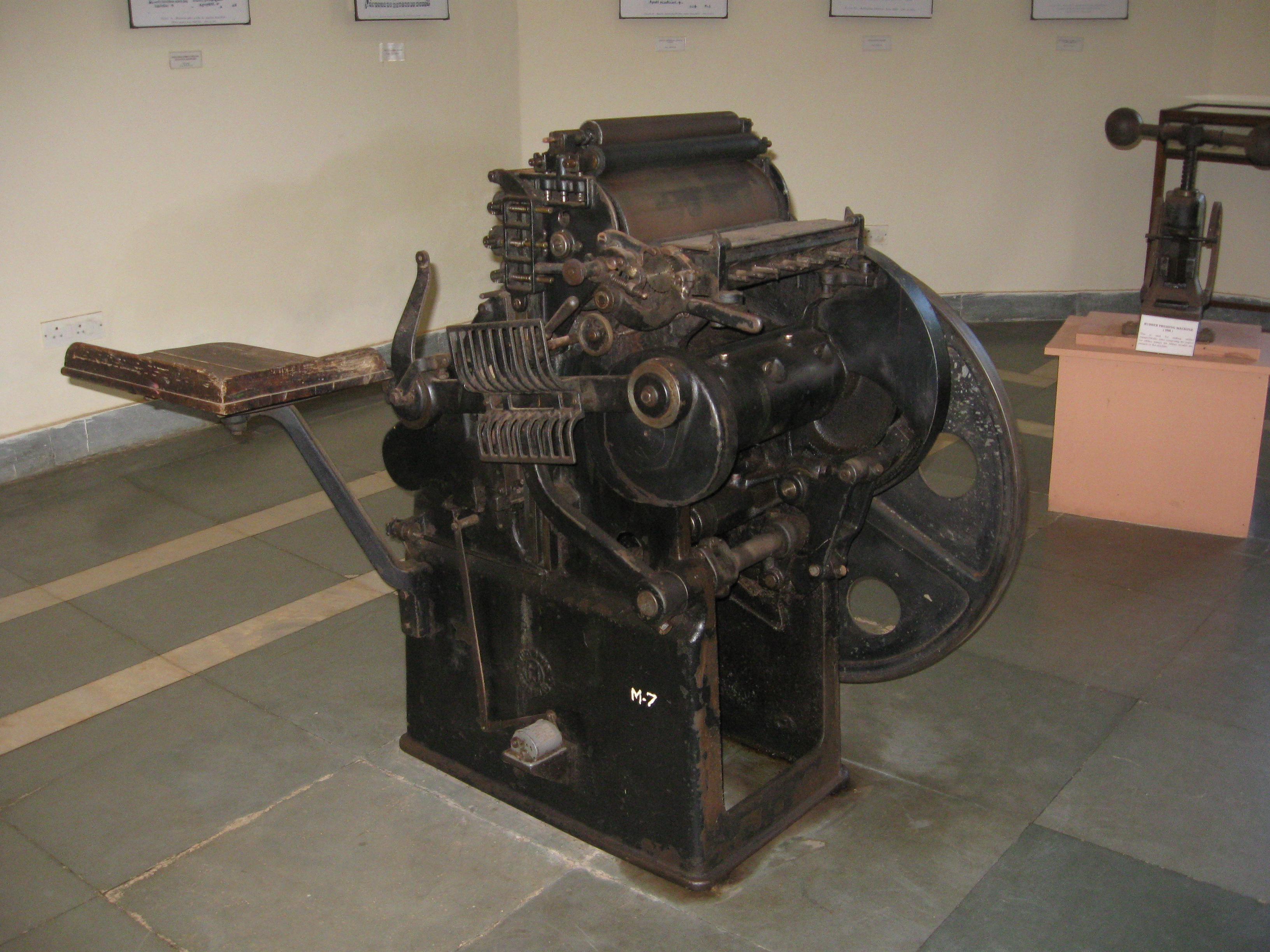
Uma antiga prensa móvel
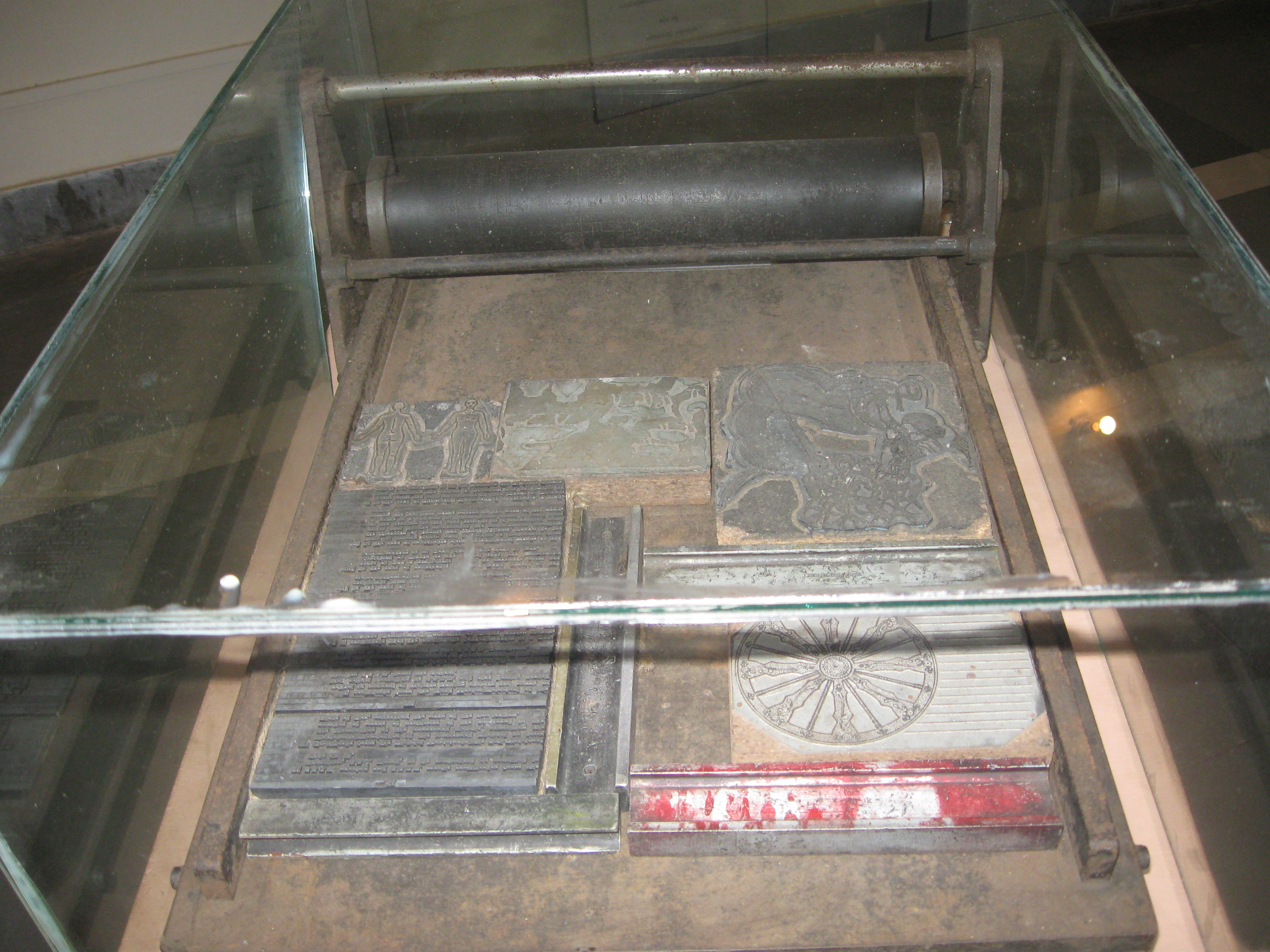
Chapas de impressão de jornais e livros
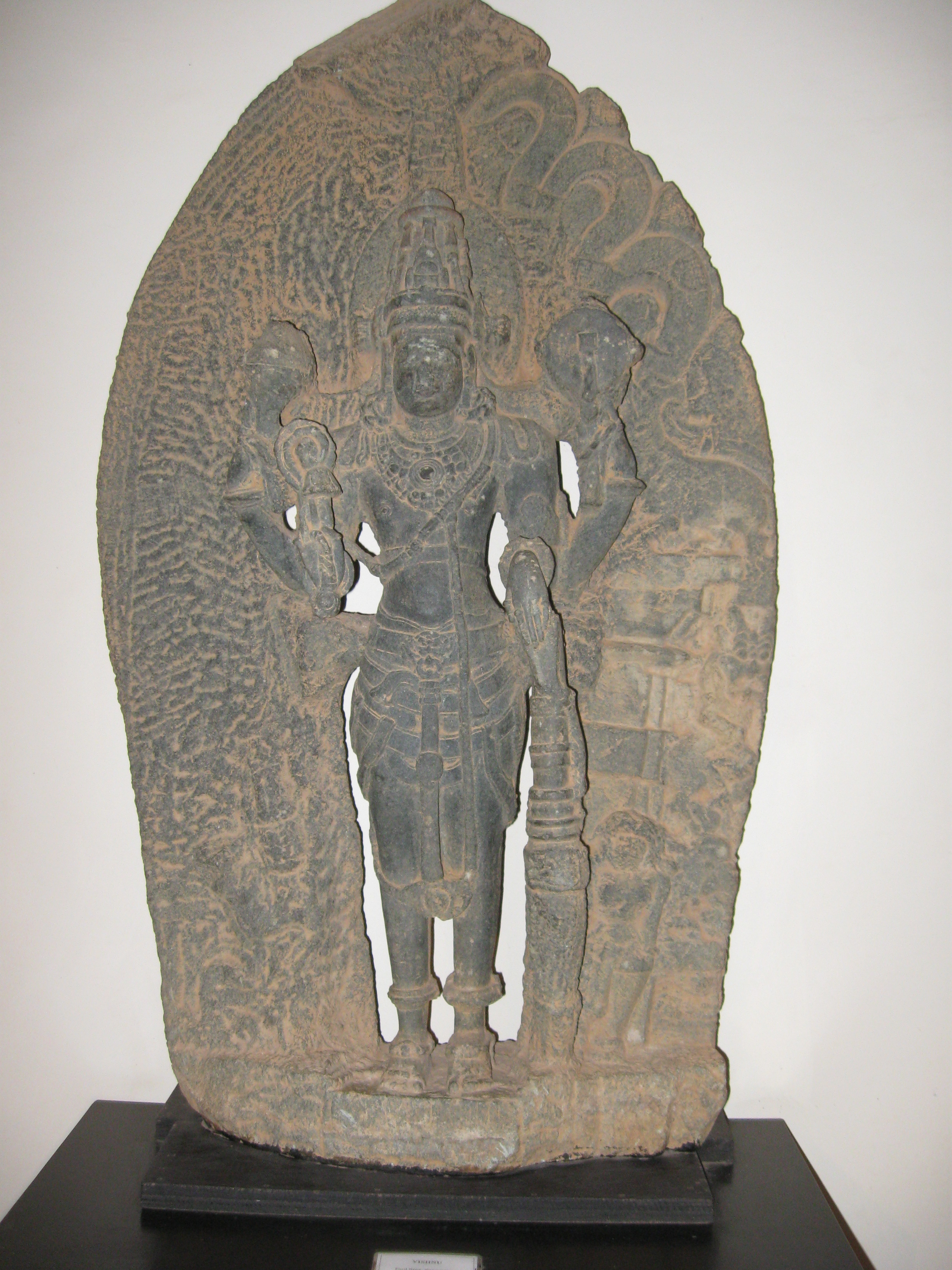
Um artefacto
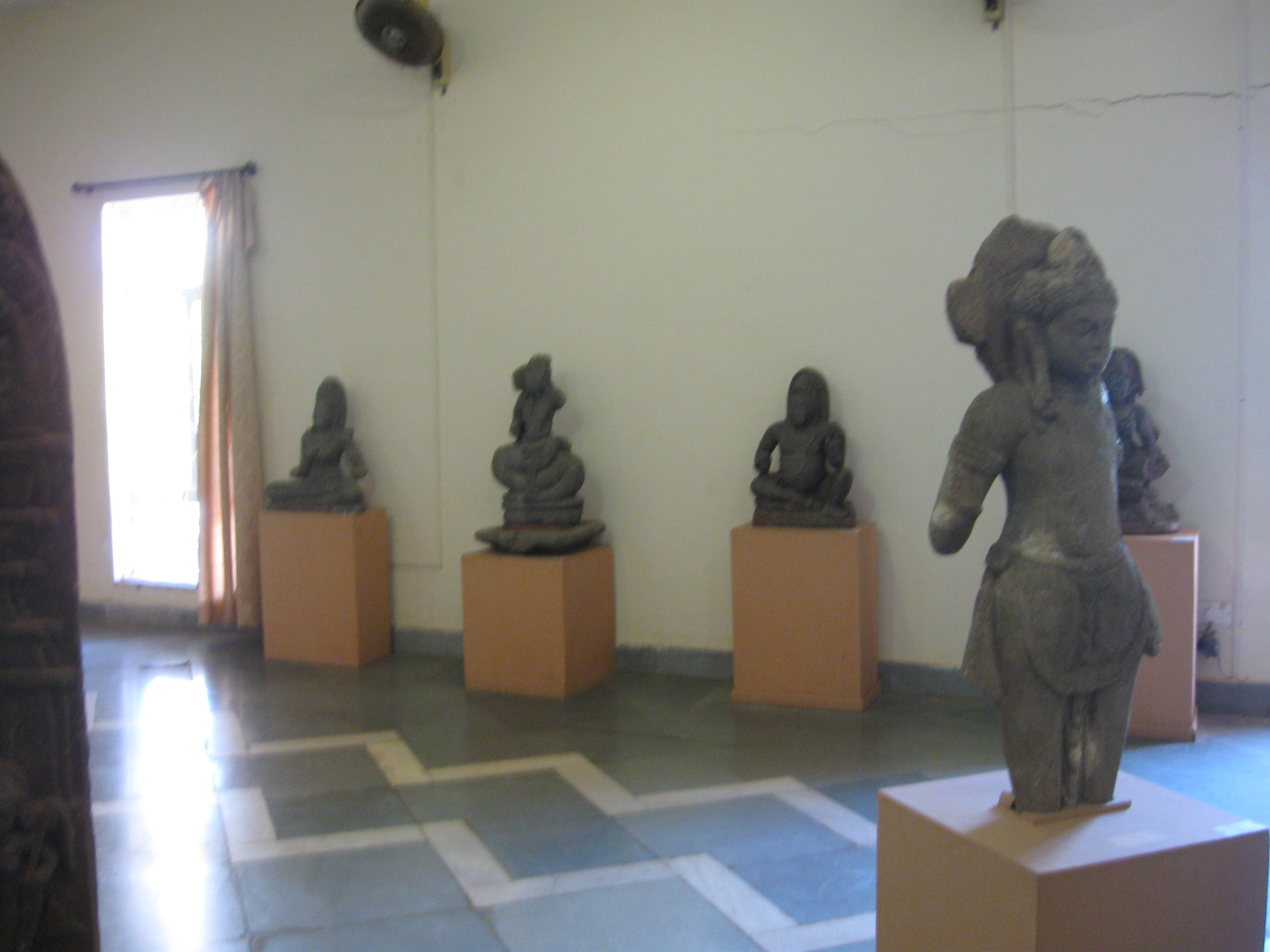
Galeria de esculturas
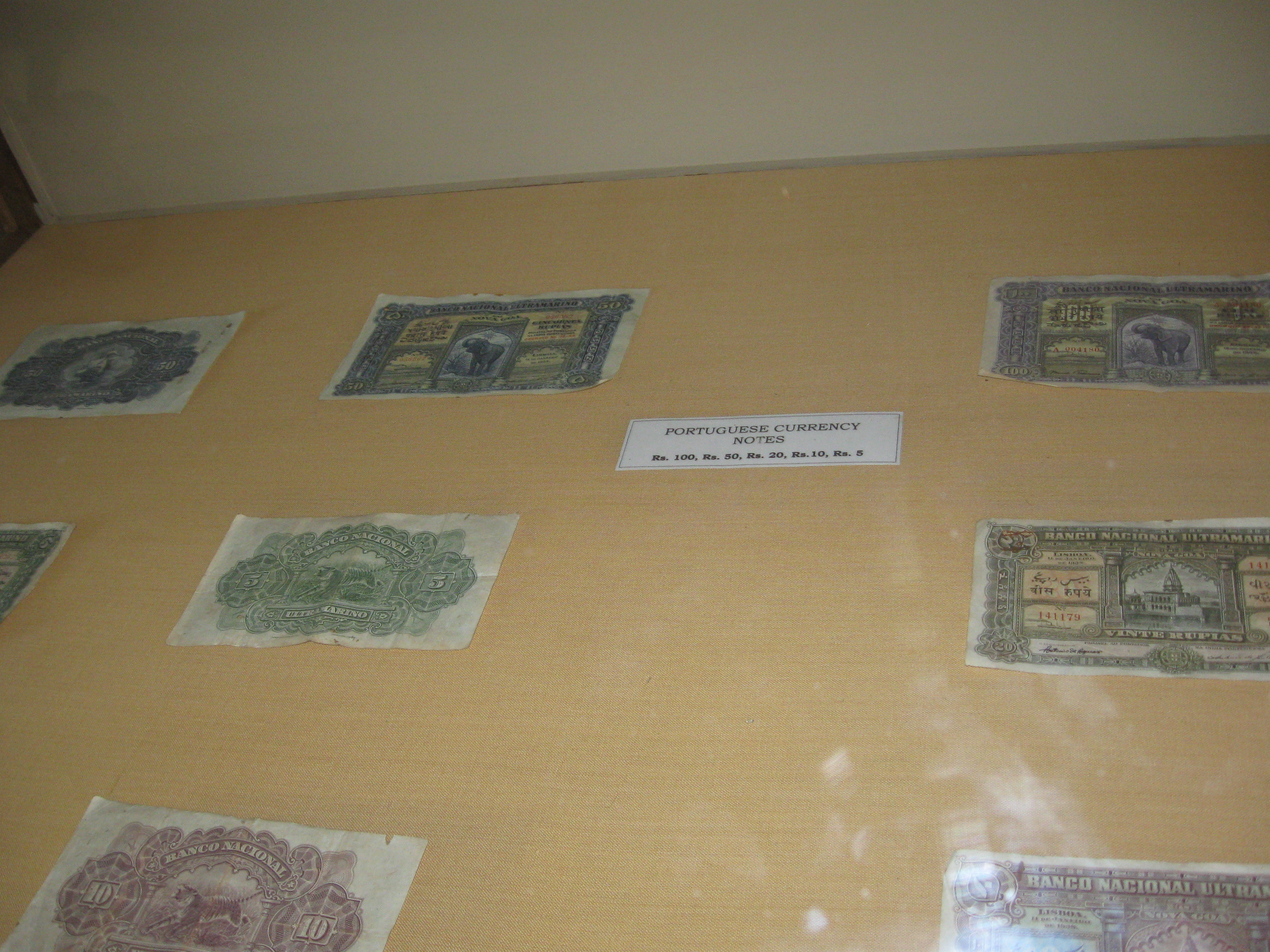
Notas coloniais portuguesas
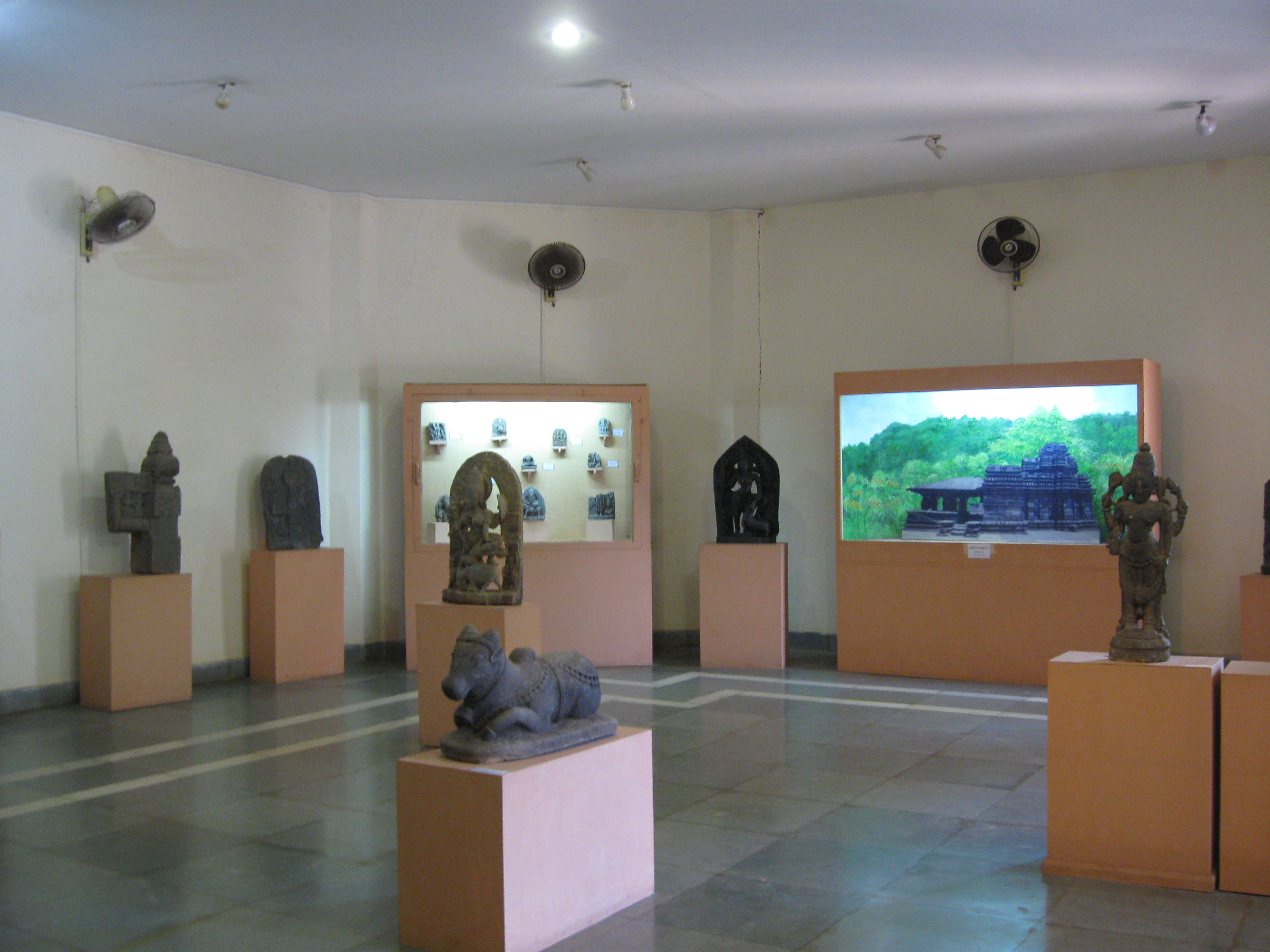
Artefactos em exposição
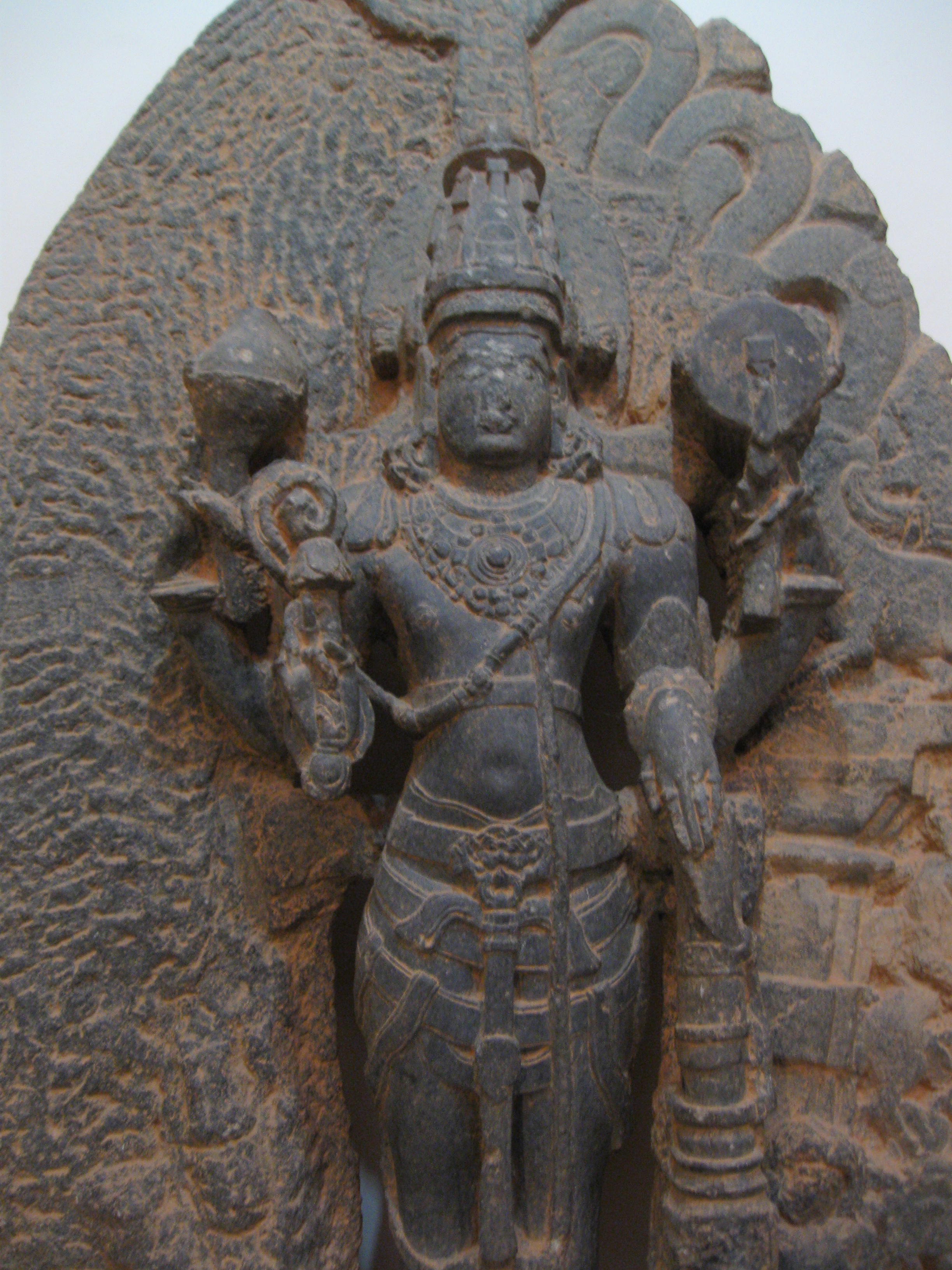
Uma estatueta
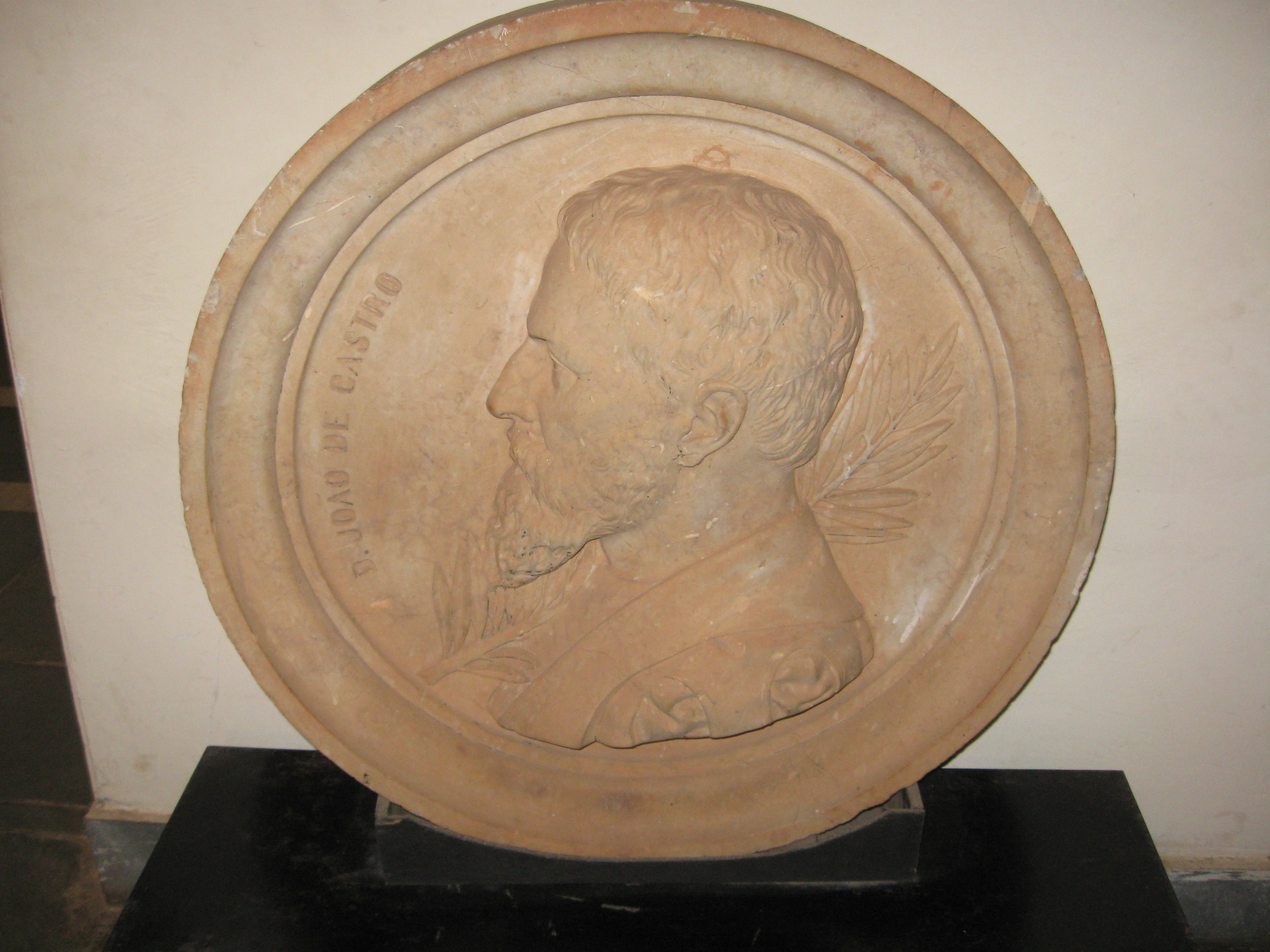
Um artefacto colonial português